# O’Hare nemzetközi repülőtér
Az O’Hare nemzetközi repülőtér (IATA: ORD, ICAO: KORD, FAA LID: ORD) az Amerikai Egyesült Államok egyik legjelentősebb nemzetközi repülőtere. Chicago városában, a történelmi belvárostól, a Chicago Looptól 27 kilométerre (17 mérföldre) található. Nagy bázisa a United Airlinesnak (ennek igazgatósága Chicago belvárosában van) és a második legnagyobb bázisa az American Airlinesnak (a Dallas/Fort Worth nemzetközi repülőtér után).

## Futópályák
A repülőtér futópályái:
- 04L/22R (7500 ft, 150 ft, aszfalt)
- 04R/22L (8075 ft, 150 ft, aszfalt)
- 09L/27R (7500 ft, 150 ft, beton)
- 09R/27L (7967 ft, 150 ft, aszfaltbeton)
- 10C/28C (10 801 ft, 200 ft, beton)
- 10L/28R (13 000 ft, 150 ft, beton)
- 10R/28L (7500 ft, 150 ft, beton)
- 15/33 (9686 ft, 200 ft, beton)

## Forgalom
Az utasforgalom az elmúlt években az alábbi módon változott:
| Utasok száma | 72 369 951 | 67 448 064 | 75 533 822 | 76 282 576 | 64 158 343 | 66 834 931 | 76 949 504 | 79 828 183 | 30 860 251 | 73 894 226 |
|              | 1998       | 2001       | 2004       | 2006       | 2009       | 2012       | 2015       | 2017       | 2020       | 2023       |

## Légitársaságok és úticélok
2024-ben a O’Hare nemzetközi repülőtérről az alábbi járatok indulnak:

### Személy
| Légitársaság                  | Célállomások | Források      |
| ----------------------------- | --- | ------------- |
| Aer Lingus                    | Dublin | [ 2 ]         |
| Aeroméxico                    | Guadalajara, Mexico City | [ 3 ]         |
| Air Canada                    | Montréal–Trudeau nemzetközi repülőtér, Toronto Pearson nemzetközi repülőtér, Vancouver | [ 4 ]         |
| Air Canada Express            | Montréal–Trudeau nemzetközi repülőtér, Toronto Pearson nemzetközi repülőtér | [ 4 ]         |
| Air France                    | Párizs-Charles de Gaulle repülőtér | [ 5 ]         |
| Air India                     | Delhi | [ 6 ]         |
| Air New Zealand               | Auckland (felfüggesztve) | [ 8 ]         |
| Air Serbia                    | Belgrád | [ 9 ]         |
| Alaska Airlines               | Anchorage, Portland (OR), San Francisco, Seattle–Tacoma nemzetközi repülőtér Szezonális: Ixtapa/Zihuatanejo | [ 11 ] [ 12 ] |
| All Nippon Airways            | Haneda nemzetközi repülőtér, Narita nemzetközi repülőtér | [ 13 ]        |
| American Airlines             | Albuquerque, Atlanta, Austin, Baltimore, Boston, Cancún, Charlotte, Cleveland, Dallas/Fort Worth, Denver, Des Moines, Detroit, Fort Myers, Grand Rapids (MI), Hartford, George Bush interkontinentális repülőtér, Indianapolis, Jacksonville (FL), Kansas City, Las Vegas, London-Heathrow-i repülőtér, Los Angeles, Miami, Minneapolis/St. Paul, Nashville, Newark, New Orleans, John Fitzgerald Kennedy nemzetközi repülőtér, LaGuardia repülőtér, Omaha, Orange County (CA), Orlando, Párizs-Charles de Gaulle repülőtér, Philadelphia, Phoenix–Sky Harbor, Pittsburgh, Portland (OR), Raleigh/Durham, Reno/Tahoe, Rochester (NY), Sacramento, St. Louis, Salt Lake City, San Antonio, San Diego, San Francisco, San José del Cabo, San Juan, Seattle–Tacoma nemzetközi repülőtér, Tampa, Tucson, Ronald Reagan Washingtoni nemzeti repülőtér, West Palm Beach Szezonális: Anchorage, Aruba, Athén, Barcelona, Bozeman, Buffalo, Calgary, Cozumel, Dublin, Eagle/Vail, El Paso, Fort Lauderdale, Glacier Park/Kalispell, Grand Cayman, Guatemala City, Jackson Hole, Key West, Liberia (CR), Montego Bay, Nassau, Palm Springs, Providenciales, Puerto Vallarta, Punta Cana, Róma-Fiumicino nemzetközi repülőtér, St. Thomas, Sarasota, Vancouver, Velence | [ 14 ]        |
| American Eagle                | Albany, Albuquerque, Appleton, Asheville, Aspen, Atlanta, Austin, Baltimore, Bangor, Birmingham (AL), Bloomington/Normal, Boise, Buffalo, Cedar Rapids/Iowa City, Champaign/Urbana, Charleston (SC), Cincinnati, Cleveland, Columbia (MO), Columbia (SC), Columbus–Glenn, Dayton, Des Moines, Detroit, El Paso, Evansville (újrakezdődik 2024. szeptember 4-től), Fargo, Fayetteville/Bentonville, Flint, Fort Wayne, Grand Rapids, Green Bay, Greensboro, Greenville/Spartanburg, Harrisburg, Hartford, Huntsville, Indianapolis, Jacksonville (FL), Kalamazoo, Kansas City, Key West, Knoxville, La Crosse, Lansing, Lexington, Little Rock, Louisville, Madison, Manhattan (KS), Marquette, Memphis, Milwaukee, Minneapolis/St. Paul, Moline/Quad Cities, Nashville, Norfolk, Oklahoma City, Omaha, Peoria, Pittsburgh, Providence, Rapid City, Richmond, Rochester (MN), Rochester (NY), St. Louis, Salt Lake City, San Antonio, Sioux Falls, Springfield (IL), Springfield/Branson, State College, Syracuse, Toronto Pearson nemzetközi repülőtér, Traverse City, Tulsa, Waterloo (IA), Wausau, White Plains, Wichita, Wilkes-Barre/Scranton Szezonális: Billings, Bozeman, Burlington (VT), Destin/Fort Walton Beach, Harlingen, Hayden/Steamboat Springs, Hilton Head, Manchester (NH), Martha's Vineyard, Missoula, Montréal–Trudeau nemzetközi repülőtér, Myrtle Beach, Nantucket, Newark, Panama City (FL), Pensacola, Portland (ME), Quebec City, Raleigh/Durham, Sarasota, Savannah, Wilmington (NC) | [ 14 ]        |
| Austrian Airlines             | Bécs | [ 19 ]        |
| Avianca Costa Rica            | Szezonális: Guatemala City, San José (CR) | [ 21 ]        |
| British Airways               | London-Heathrow-i repülőtér | [ 22 ]        |
| Cape Air                      | Manistee | [ 23 ]        |
| Cathay Pacific                | Hongkong | [ 25 ]        |
| Contour Airlines              | Kirksville, Marion, Owensboro | [ 26 ]        |
| Copa Airlines                 | Panama City–Tocumen | [ 27 ]        |
| Delta Air Lines               | Atlanta, Boston, Detroit, Minneapolis/St. Paul, John Fitzgerald Kennedy nemzetközi repülőtér, LaGuardia repülőtér, Salt Lake City, Seattle–Tacoma nemzetközi repülőtér | [ 28 ]        |
| Delta Connection              | Boston, John Fitzgerald Kennedy nemzetközi repülőtér | [ 28 ]        |
| Denver Air Connection         | Ironwood, Watertown | [ 29 ]        |
| Emirates                      | Dubai–International | [ 30 ]        |
| Ethiopian Airlines            | Addisz Abeba | [ 31 ]        |
| Etihad Airways                | Abu-Dzabi | [ 32 ]        |
| EVA Air                       | Taojüan nemzetközi repülőtér | [ 33 ]        |
| Finnair                       | Szezonális: Helsinki | [ 34 ]        |
| Frontier Airlines             | Atlanta, Cancún, Charlotte, Dallas/Fort Worth, Denver, George Bush interkontinentális repülőtér (kezdődik 2024. május 17-től), Las Vegas (újrakezdődik 2024. május 16-tól), Nashville (kezdődik 2024. május 16-tól), Orlando, Philadelphia (kezdődik 2024. május 21-től), Phoenix–Sky Harbor, Portland (ME) (kezdődik 2024. május 16-tól), Punta Cana, Raleigh/Durham, Salt Lake City (kezdődik 2024. június 14-től) | [ 41 ]        |
| Iberia                        | Madrid | [ 42 ]        |
| Icelandair                    | Reykjavík–Keflavík | [ 43 ]        |
| ITA Airways                   | Róma-Fiumicino nemzetközi repülőtér | [ 45 ]        |
| Japan Airlines                | Haneda nemzetközi repülőtér | [ 46 ]        |
| JetBlue                       | Boston, John Fitzgerald Kennedy nemzetközi repülőtér | [ 47 ]        |
| KLM                           | Amszterdam | [ 48 ]        |
| Korean Air                    | Szöul–Incshon | [ 49 ]        |
| LOT                           | Krakkó, Varsó-Chopin repülőtér | [ 50 ]        |
| Lufthansa                     | Frankfurt, München | [ 51 ]        |
| Qatar Airways                 | Doha | [ 52 ]        |
| Royal Jordanian               | Amman–Queen Alia | [ 53 ]        |
| Scandinavian Airlines         | Koppenhága | [ 54 ]        |
| Southern Airways Express      | Burlington (IA), Muskegon, Quincy, West Lafayette (kezdődik 2024. május 15-től) | [ 56 ]        |
| Southwest Airlines            | Austin, Baltimore, Cancún, Dallas–Love, Denver, Fort Lauderdale, Fort Myers, Las Vegas, Nashville, Orlando, Phoenix–Sky Harbor, Tampa | [ 57 ]        |
| Spirit Airlines               | Atlanta, Boston (újrakezdődik 2024. június 5-től), Cancún, Charlotte, Dallas/Fort Worth, Fort Lauderdale, Fort Myers, George Bush interkontinentális repülőtér, Las Vegas, Los Angeles, Miami, Newark (kezdődik 2024. július 10-től), New Orleans, LaGuardia repülőtér, Orlando, Portland (OR) (kezdődik 2024. május 8-tól), San Juan, Tampa Szezonális: Myrtle Beach, Phoenix–Sky Harbor | [ 62 ]        |
| Sun Country Airlines          | Minneapolis/St. Paul | [ 63 ]        |
| Swiss International Air Lines | Zürich | [ 64 ]        |
| TAP Air Portugal              | Lisszabon | [ 65 ]        |
| Turkish Airlines              | Isztambul | [ 66 ]        |
| United Airlines               | Albany, Amszterdam, Aruba, Atlanta, Austin, Baltimore, Boise, Boston, Bozeman, Brüsszel, Buffalo, Calgary, Cancún, Cedar Rapids/Iowa City, Charleston (SC), Charlotte, Cincinnati, Cleveland, Colorado Springs, Columbus–Glenn, Dallas/Fort Worth, Denver, Des Moines, Detroit, Fort Lauderdale, Fort Myers, Frankfurt, Grand Rapids, Greenville/Spartanburg, Harrisburg, Hartford, Honolulu, George Bush interkontinentális repülőtér, Indianapolis, Kahului, Kailua-Kona, Kansas City, Knoxville (kezdődik 2024. május 23-tól), Las Vegas, London-Heathrow-i repülőtér, Los Angeles, Madison, Memphis, Mexico City, Miami, Minneapolis/St. Paul, Montego Bay, Monterrey, München, Nashville, Newark, New Orleans, LaGuardia repülőtér, Norfolk, Omaha, Orange County (CA), Orlando, Párizs-Charles de Gaulle repülőtér, Philadelphia, Phoenix–Sky Harbor, Pittsburgh, Portland (OR), Puerto Vallarta, Punta Cana, Raleigh/Durham, Richmond, Rochester (NY), Róma-Fiumicino nemzetközi repülőtér, Sacramento, Salt Lake City, San Antonio, San Diego, San Francisco, San Jose (CA), San José del Cabo, San Juan, São Paulo–Guarulhos, Sarasota, Seattle–Tacoma nemzetközi repülőtér, Sioux Falls, Syracuse, Tampa, Tel-Aviv (felfüggesztve),[forrás?] Haneda nemzetközi repülőtér, Toronto Pearson nemzetközi repülőtér, Tulum, Vancouver, Washington–Dulles, Ronald Reagan Washingtoni nemzeti repülőtér, West Palm Beach, Zürich Szezonális: Albuquerque, Anchorage, Athén (kezdődik 2024. május 23-tól), Barcelona, Belize City, Burlington (VT), Cozumel, Dublin, Eagle/Vail, Edinburgh, El Paso, Fairbanks, Fresno, Glacier Park/Kalispell, Grand Cayman, Guatemala City, Hayden/Steamboat Springs, Ixtapa/Zihuatanejo, Jackson Hole, Jacksonville (FL), Key West, Liberia (CR), Louisville, Milánó-Malpensai repülőtér, Montréal–Trudeau nemzetközi repülőtér (kezdődik 2024. augusztus 1-től), Montrose, Myrtle Beach, Nassau, Palm Springs, Panama City (FL), Pensacola (FL), Portland (ME), Providence, Providenciales, Puerto Vallarta, Punta Cana, Rapid City, Reno/Tahoe, Reykjavík–Keflavík, St. Lucia–Hewanorra, St. Maarten, St. Thomas, San José (CR), Savannah, Shannon, Spokane, Traverse City, Tucson, Wichita | [ 71 ]        |
| United Express                | Akron/Canton, Albany, Albuquerque, Allentown, Appleton, Asheville, Aspen, Atlanta, Austin, Baltimore, Birmingham (AL), Boise, Boston, Buffalo, Burlington (VT), Calgary, Cedar Rapids/Iowa City, Charleston (SC), Charleston (WV), Charlotte, Charlottesville (VA), Chattanooga, Cincinnati, Cleveland, Colorado Springs, Columbia (SC), Columbus–Glenn, Dallas/Fort Worth, Dayton, Decatur, Des Moines, Detroit, Duluth, El Paso, Fargo, Fayetteville/Bentonville, Flint, Fort Dodge, Fort Wayne, Fresno, Grand Rapids, Green Bay, Greensboro, Greenville/Spartanburg, Harrisburg, Hartford, Houghton, Huntsville, Indianapolis, Jacksonville (FL), Johnstown (PA), Joplin, Kansas City, Knoxville, Lexington, Lincoln, Little Rock, Louisville, Madison, Mason City, Memphis, Milwaukee, Minneapolis/St. Paul, Moline/Quad Cities, Montréal–Trudeau nemzetközi repülőtér, Nashville, New Orleans, LaGuardia repülőtér, Norfolk, Oklahoma City, Omaha, Ottawa, Pensacola (FL), Peoria, Philadelphia, Pittsburgh, Portland (ME), Providence, Rapid City, Richmond, Roanoke, Rochester (NY), Saginaw, St. Louis, Salina, Salt Lake City, San Antonio, Sarasota, Savannah, Sioux City, Sioux Falls, South Bend, Springfield/Branson, State College, Syracuse, Toronto Pearson nemzetközi repülőtér, Traverse City, Tucson, Tulsa, Washington–Dulles, Ronald Reagan Washingtoni nemzeti repülőtér, Wichita, Wilkes-Barre/Scranton, Winnipeg (újrakezdődik 2024. május 23-tól) Szezonális: Bangor, Fresno, Glacier Park/Kalispell, Great Falls (kezdődik 2024. május 25-től), Harlingen, Hayden/Steamboat Springs, Hilton Head, Key West, Missoula, Montrose, Myrtle Beach, Nantucket (kezdődik 2024. május 25-től), Palm Springs, Panama City (FL), Québec City (újrakezdődik 2024. május 23-tól), Raleigh/Durham, Reno/Tahoe, Sun Valley, Wilmington (NC) (újrakezdődik 2024. május 25-től) | [ 71 ]        |
| Viva Aerobus                  | Guadalajara, León/Del Bajío, Mexico City, Monterrey, Morelia Szezonális: Zacatecas | [ 77 ]        |
| Volaris                       | Guadalajara, León/Del Bajío, Mexico City, Morelia, Querétaro Szezonális: Huatulco, Ixtapa/Zihuatanejo, Puerto Vallarta | [ 78 ]        |
| WestJet                       | Szezonális: Calgary | [ 79 ]        |

↑ 1 1 : Ethiopian Airlines flight from Addis Ababa to O'Hare stops at Róma–Fiumicino, but the flight from O'Hare to Addis Ababa is non-stop.

### Cargo
| Légitársaság             | Célállomások | Források                     |
| ------------------------ | --- | ---------------------------- |
| AeroLogic                | Frankfurt |                              |
| AeroUnion                | Mexico City–AIFA |                              |
| AirBridgeCargo           | Dallas/Fort Worth, George Bush interkontinentális repülőtér, Luxembourg (összes felfüggesztve) | [ 81 ]                       |
| Air Canada Cargo         | Toronto–Pearson (kezdődik 2024. június 2-től) | [ 82 ]                       |
| Air China Cargo          | Anchorage, Pekingi nemzetközi repülőtér, Frankfurt, John Fitzgerald Kennedy nemzetközi repülőtér, Sanghaj-Putung, Tianjin |                              |
| Air France Cargo         | Dublin, Glasgow–Prestwick, John Fitzgerald Kennedy nemzetközi repülőtér, Párizs-Charles de Gaulle repülőtér |                              |
| ANA Cargo                | Narita nemzetközi repülőtér | [ 83 ]                       |
| Asiana Cargo             | Anchorage, Atlanta, John Fitzgerald Kennedy nemzetközi repülőtér, Seattle–Tacoma nemzetközi repülőtér, Szöul–Incshon |                              |
| ASL Airlines Belgium     | Liège |                              |
| Atlas Air                | Amszterdam, Anchorage, Cincinnati, Dallas/Fort Worth, Frankfurt, Hongkong, Honolulu, Los Angeles, Liège, Miami, Milánó-Malpensai repülőtér, John Fitzgerald Kennedy nemzetközi repülőtér, Szöul–Incshon, Stuttgart, Narita nemzetközi repülőtér | [ 84 ]                       |
| Cargolux                 | Anchorage, Atlanta, Dallas/Fort Worth, Hongkong, Indianapolis, Kuala Lumpur nemzetközi repülőtér, Los Angeles, Luxembourg, John Fitzgerald Kennedy nemzetközi repülőtér, Szingapúr, Zhengzhou                                                   |                              |
| Cathay Cargo             | Anchorage, Hongkong, John Fitzgerald Kennedy nemzetközi repülőtér, Portland (OR) |                              |
| China Airlines Cargo     | Anchorage, George Bush interkontinentális repülőtér, San Francisco, Seattle–Tacoma nemzetközi repülőtér, Taojüan nemzetközi repülőtér |                              |
| China Cargo Airlines     | Anchorage, Atlanta, Dallas/Fort Worth, Sanghaj-Putung |                              |
| China Southern Cargo     | Kuangcsou, Sanghaj-Putung | [ 85 ]                       |
| DHL Aviation             | Anchorage, Calgary, Cincinnati, Newark, John Fitzgerald Kennedy nemzetközi repülőtér |                              |
| Emirates SkyCargo        | Dubai–Al Maktoum, Maastricht/Aachen | [ 86 ]                       |
| EVA Air Cargo            | Anchorage, Dallas/Fort Worth, Taojüan nemzetközi repülőtér |                              |
| FedEx                    | Fort Worth/Alliance, Greensboro, Indianapolis, Los Angeles, Memphis, Milwaukee, Newark, Omaha, Oakland, Pittsburgh, Portland (OR), Seattle–Tacoma nemzetközi repülőtér                                                                          |                              |
| Korean Air Cargo         | Anchorage, Halifax, Los Angeles, San Francisco, Seattle–Tacoma nemzetközi repülőtér, Toronto Pearson nemzetközi repülőtér |                              |
| LATAM Cargo Chile        | Campinas | [ 87 ]                       |
| LOT                      | Varsó-Chopin repülőtér |                              |
| Lufthansa Cargo          | Anchorage, Atlanta, Frankfurt, Guadalajara, Los Angeles, Manchester (UK), Mexico City–AIFA, John Fitzgerald Kennedy nemzetközi repülőtér | [ 88 ]                       |
| Martinair                | Oslo |                              |
| MSC Air Cargo            | Indianapolis, Liege |                              |
| Nippon Cargo Airlines    | Anchorage, Dallas/Fort Worth, Edmonton, Los Angeles, John Fitzgerald Kennedy nemzetközi repülőtér | [ 90 ] [ 91 ]                |
| Qantas Freight           | Anchorage, Auckland, Csungking, Honolulu, Los Angeles, Melbourne, Sydney | [ 92 ] [ 93 ] [ 94 ] [ 95 ]  |
| Qatar Airways Cargo      | Amszterdam, Brüsszel, Doha, Los Angeles, Milánó-Malpensai repülőtér, Ostend/Bruges, Szingapúr | [ 97 ] [ 98 ] [ 99 ] [ 100 ] |
| Silk Way Airlines        | Baku | [ 101 ]                      |
| Singapore Airlines Cargo | Anchorage, Atlanta, Brüsszel, Dallas/Fort Worth, Los Angeles, Seattle–Tacoma nemzetközi repülőtér | [ 102 ]                      |
| Suparna Airlines         | Anchorage, Sanghaj-Putung |                              |
| Turkish Cargo            | Isztambul, Maastricht/Aachen, Shannon, Toronto Pearson nemzetközi repülőtér | [ 103 ] [ 104 ]              |
| United Parcel Service    | Köln/Bonn, Columbus–Rickenbacker, Dallas/Fort Worth, Louisville, Miami, Philadelphia, Portland (OR) |                              |